# Марли, Алан
Алан Марли (англ. Alan Marley) — новозеландский футболист, победитель и лучший бомбардир первого розыгрыша Кубка наций ОФК.

## Карьера
В составе сборной Новой Зеландии выступал в 1972-73 годах, провёл 12 матчей и забил 3 гола.
В 1973 году вошёл в состав сборной на Кубок наций ОФК, стартовый матч со сборной Фиджи пропустил, но сыграл в трёх оставшихся матчах группового этапа, отметившись голами в ворота Новой Каледонии и Новых Гебрид, а также принял участие в финальном матче со сборной Таити (2:0) и стал автором второго гола. Всего на турнире отметился 3 голами, став лучшим бомбардиром наравне с новокаледонцем Вайеволем и таитянцем Беннеттом.